# Якты-Кен
Якты́-Кен (тат. Якты Көн) — деревня в Арском районе Татарстана, в состав Качелинского сельского поселения.

## География
Деревня расположена в 8 километрах к югу от города Арск.

## История
Деревня основана в 1932 году. С момента образования находилась в Арском районе.
В 1930 году в деревне организован колхоз «Якты кон», с 2016 года земли деревни в хозяйственном управлении ООО «Агрофирма «Возрождение».

## Население
| 1938 | 1949 | 1958 | 1970 | 1979 | 1989 | 2002 |
| ---- | ---- | ---- | ---- | ---- | ---- | ---- |
| 184  | ↘178 | ↘148 | ↘138 | ↘121 | ↘78  | ↗109 |
| 2010 | 2015 |      |      |      |      |      |
| ↘80  | ↗89  |      |      |      |      |      |

Национальный состав села — татары.

## Экономика
Полеводство, молочное скотоводство.

## Социальная инфраструктура
Клуб.